# Роберт Зубрин
Роберт Зубрин (енгл. Robert Zubrin) је амерички астронаутички инжењер и писац, најпознатији по свом залагању за људско истраживање Марса. Имао је водећу улогу у пројекту Марс Директ – предлогу развијеном како би се показало да је могуће спровести такву мисију уз значајно мања средства од оних која су до тада представљана јавности. Најважнији детаљ тог плана био је да се атмосфера Марса искористи за производњу кисеоника, воде и ракетног горива (метана) које ће људска посада моћи да користи за време свог боравка на површини црвене планете као и при повратку на Земљу. Модификована верзија овог плана је усвојена од стране агенције НАСА као „дизајн референтне мисије“. Оспоравао је изградњу базе на астероиду или Месецу пре одласка на површину Марса, јер та небеска тела немају ресурсе из којих би се могле произвести све намирнице које су људској посади неопходне, за разлику од Марса који поседује све услове, а на ком би људи могли да остану и колонизују га у потпуности.
Пошто је био разочаран мањком интересовања владе САД за истраживање Марса, а након великог успеха његове књиге The Case for Mars (Случај за Марс) и искуства које је стекао водећи Национално свемирско друштво, Зубрин је 1998. године основао Марсовско друштво. Ово је међународна организација која се залаже за слање људске посаде на Марс и његову колонизацију из приватног новца, уколико је то могуће.
Зубрин живи у Лејквуду, држава Колорадо. Ожењен је и има две ћерке – Рејчел и Сару.

## Патенти
- U.S. design patent D405,750, "Вишекратни ракетни авион"
- U.S. Patent 6,119,985, "Вишекратни авион за лет на великим висинама и метод и уређаји за трансфер оксиданса између два авиона"
- U.S. Patent 6,347,627, "Систем за опскрбу кисеоником базиран на азотсубоксиду"
- U.S. Patent 3,652,091, "Шаховска табла за три играча"